# Santa Maria de Gràcia de Senterada
Santa Maria de Gràcia de Senterada és l'església parroquial d'origen romànica del poble de Senterada, a la comarca del Pallars Jussà. Està situada aproximadament al centre de la població, al peu de la carretera de la Vall Fosca.

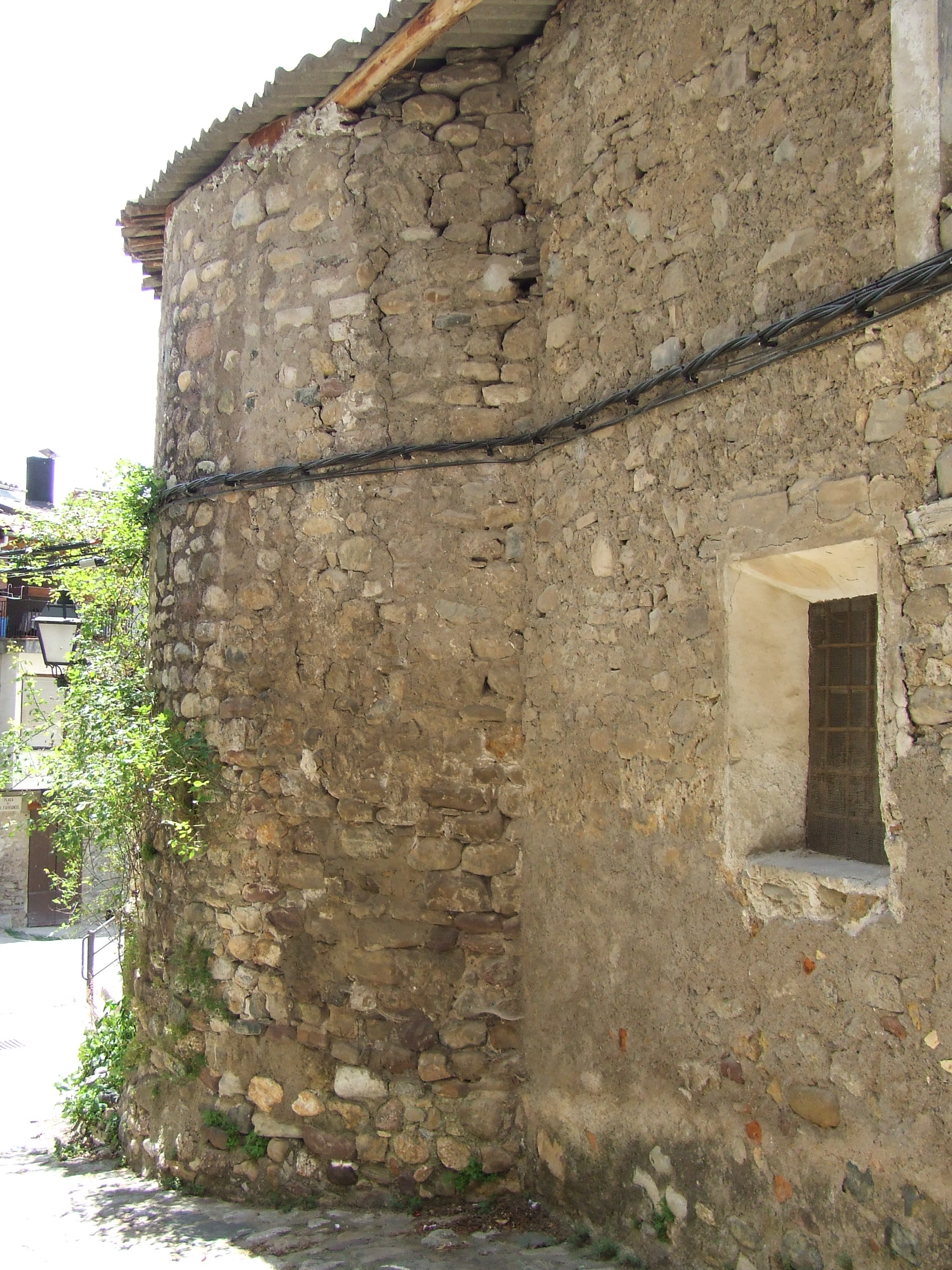
L'absis romànic

Està documentada com a monestir de Santa Maria de Senterada fundat pel bisbe Possidoni d'Urgell abans de l'any 814. El monestir estava sota la protecció reial, i sotmès a la Seu d'Urgell. El 1042 es refundà amb una comunitat de canonges. El 1314 ja no es fa esment a la comunitat, i només es parla de l'església parroquial. Tot i que les modificacions de diferents èpoques l'han transformada molt, es poden reconèixer algunes formes romàniques com, per exemple, l'absis sobrealçat.
A la part nord de l'absis, al costat seu, hi ha l'antiga capella de Santa Grata, prop de la qual es poden observar fragments de paret medievals, que podrien correspondre a l'antic monestir que es troba a l'origen del poble.